# 다카타역 (후쿠오카현)
다카타역(일본어: 高田駅)은 일본 후쿠오카현 아사쿠라군 지쿠젠정에 위치한 아마기 철도 아마기 선의 역이다.

## 역사
- 1960년 11월 1일: 국철 아마기 선의 지쿠젠타카타역(일본어: 筑前高田駅)으로 개설.
- 1986년 4월 1일: 아마기 철도로 전환과 동시에 다카다역으로 역명 변경.

## 역 구조
단선 승강장 1면 1선의 지상역으로 무인역이다. 역사는 없고 뒷간이 있다.

## 역 주변
- 미니스톱 아마기마다점
- 기린 맥주 후쿠오카 공장
- 국도 제500호선
- 기린 물류 아사쿠라 물류 센터・마다 물류 센터

## 인접역
| 아마기 철도 ■ 아마기 선 | 아마기 철도 ■ 아마기 선 | 아마기 철도 ■ 아마기 선 |
| ----------------------- | ----------------------- | ----------------------- |
| 다치아라이 기야마 방면  |                         | 아마기 아마기 방면      |